# Maria Sadowska

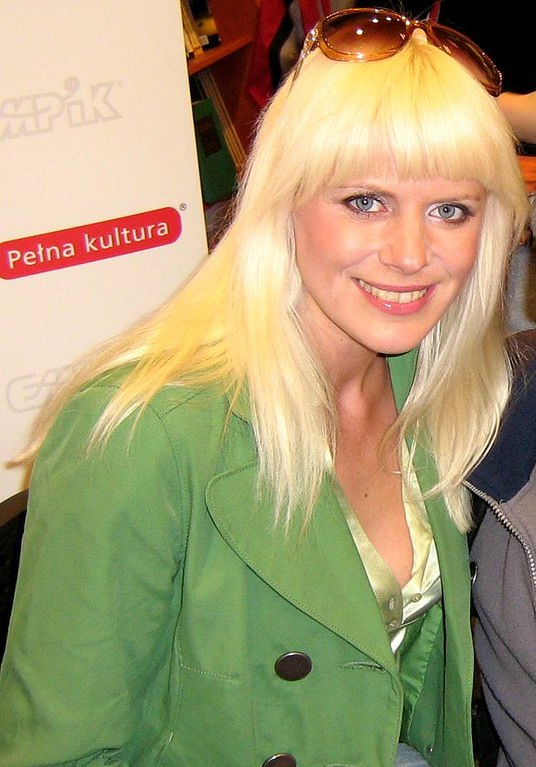
Maria Sadowska (2007)

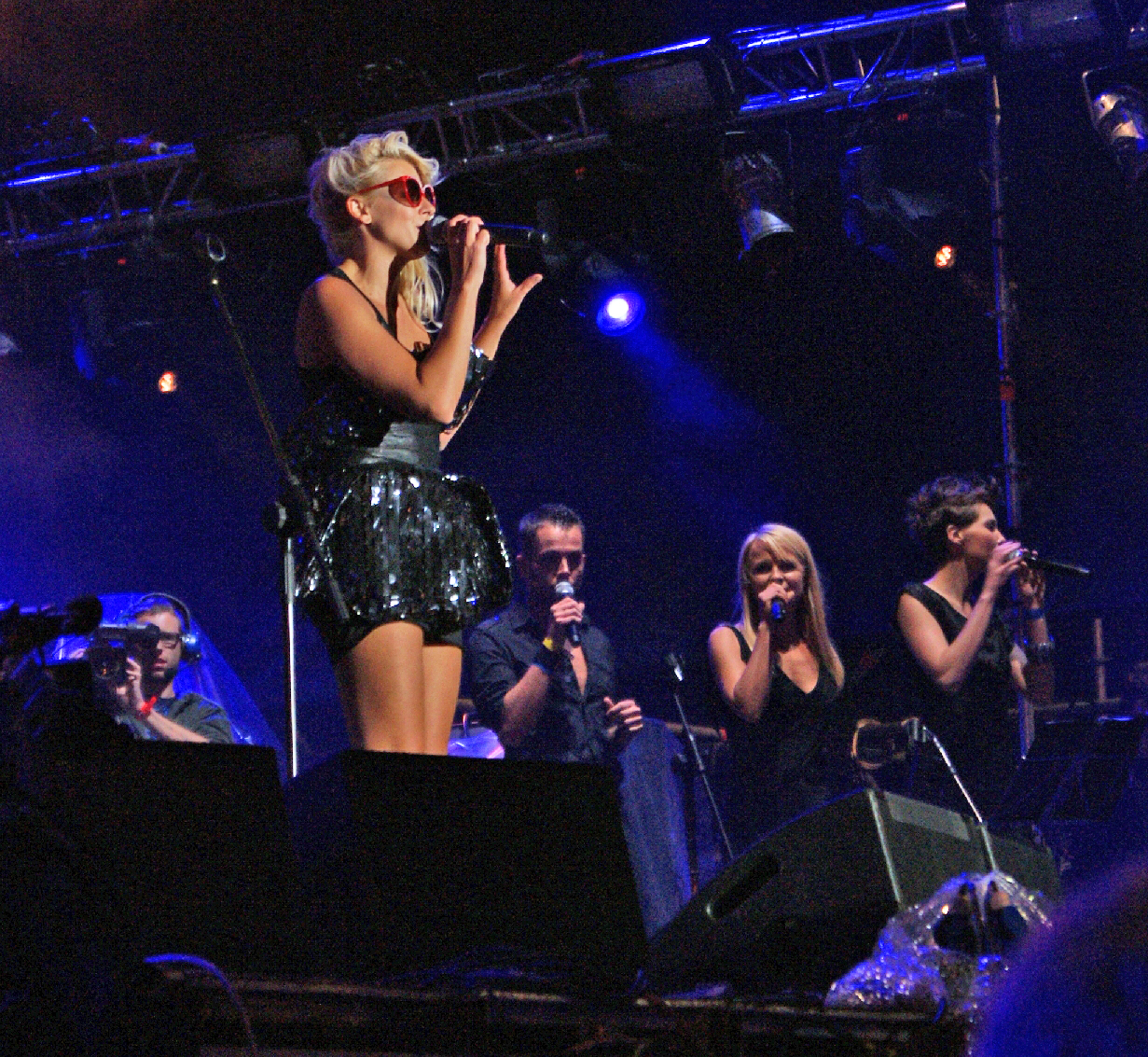
Maria Sadowska bei einem Liveauftritt 2009

Maria Sadowska (* 27. Juni 1976 in Warschau) ist eine polnische Sängerin, Songwriterin, Komponistin, Drehbuchautorin und Regisseurin. Sie ist Mitglied der Phonographischen Akademie ZPAV. Zu ihren musikalischen Stilrichtungen gehören Jazz, Pop, Funk und Electronica.

## Biografie
Maria Sadowska ist die Tochter des Komponisten Krzysztof Sadowski (* 1936) und der Sängerin Liliana Urbańska (* 1939). Ihr erstes musikalisches Werk nahm sie im Alter von 14 Jahren auf. Sie debütierte mit der Band Tęcza. Drei Jahre später nahm sie ihre ersten Solowerke auf. Als Jugendliche moderierte sie auch die Fernsehsendungen Tęczowy Music Box und Co jest grane und die Radiosendung Twój Hit. 1995 wurde ihr erstes Soloalbum veröffentlicht. Außerdem besuchte sie eine Musikschule in Warschau.
2002 absolvierte sie ihr Studium als Regisseurin an der Staatlichen Hochschule für Film, Fernsehen und Theater Łódź. 2004 brachte sie ihr Album „Marysia Sadowska“ raus, mit dem sie erstmals größere Erfolge feiern konnte. Mit dem Album Tribute to Komeda erreichte sie im Jahr 2006 in Polen Goldstatus und verkaufte mehr als 15.000 Tonträger. Die Singleveröffentlichung Kiedy nie ma miłości war ebenfalls erfolgreich.
Am 5. Juni 2009 veröffentlichte sie das Album Spis treści, für dessen Produktion Sadowska erstmals vollständig alleine verantwortlich war. Ebenfalls 2009 wurde ihr 30-minütiger Film Non stop kolor im Rahmen des Episodenfilms Demakijaż vorgestellt.
Bei ihren vier Musikvideos zu Chcemy tylko tańczyć, Tomaszów, Tylko tu i teraz und Rewolucja führte sie die Regie selbst.
2012 wurde Sadowska für ihr Spielfilmdebüt Frauentag (Dzień Kobiet) mit dem Hauptpreis des Filmfestivals Cottbus ausgezeichnet. Im Februar 2013 erhielt sie außerdem den „coco Special Pitch Award“ des Filmfestivals Cottbus.

## Diskografie

### Studioalben
| Jahr | Titel                  | Höchstplatzierung, Gesamtwochen, AuszeichnungChartsChartplatzierungen (Jahr, Titel, Platzierungen, Wochen, Auszeichnungen, Anmerkungen) | Anmerkungen                                        |
| Jahr | Titel                  | PL | Anmerkungen                                        |
| ---- | ---------------------- | --- | -------------------------------------------------- |
| 1995 | Jutro                  | — | Erstveröffentlichung: 1995                         |
| 1997 | Crazy                  | — | Erstveröffentlichung: 1997 EP                      |
| 1998 | Lucky Star             | — | Erstveröffentlichung: 1998                         |
| 2004 | Marysia Sadowska       | — | Erstveröffentlichung: 2004                         |
| 2006 | Tribute to Komeda      | PL11 Gold · (15 Wo.)PL | Erstveröffentlichung: 2006 Verkäufe: + 15.000      |
| 2007 | Gwiazda dla każdego    | — | Erstveröffentlichung: 2007                         |
| 2009 | Spis treści            | — | Erstveröffentlichung: 2009                         |
| 2009 | Demakijaż              | — | Erstveröffentlichung: 2009                         |
| 2010 | Kaczmarski & Jazz      | — | Erstveröffentlichung: 2010                         |
| 2014 | Jazz na ulicach        | PL24 Gold · (8 Wo.)PL | Erstveröffentlichung: 2014 Verkäufe: + 15.000      |
| 2020 | Początek nocy          | PL29 (1 Wo.)PL | Erstveröffentlichung: 16. Oktober 2020             |
| 2020 | Symfonia Małego Miasta | — | Erstveröffentlichung: 28. Oktober 2020 mit No Logo |

grau schraffiert: keine Chartdaten aus diesem Jahr verfügbar

### Singles
- 2004: Chcemy tylko tańczyć
- 2004: Fotografia
- 2004: O mnie o tobie
- 2005: Tomaszów
- 2005: Tylko tu i teraz
- 2006: Niezmiennie
- 2006: Kiedy nie ma miłości
- 2007: Wracaj
- 2009: Rewolucja
- 2009: Jest dobrze
- 2009: Wydarzyło się nie wydarzyło
- 2010: Sama ze sobą

## Filmografie
- 2009: Episode Non stop kolor im Film Demakijaż
- 2012: Frauentag